# Snowboarding na Zimowych Igrzyskach Olimpijskich Młodzieży 2016
Snowboard na Zimowych Igrzyskach Olimpijskich Młodzieży 2016 odbywał się w dniach 14 – 20 stycznia 2016 roku.
Zawodnicy i zawodniczki walczyli w trzech męskich i w trzech kobiecych konkurencjach: halfpipie, slopestylu i snowcrossie. Po raz pierwszy została rozegrana konkurencja mieszana (w snowcrossie). Łącznie zostało rozdanych siedem kompletów medali. Zawody w halfpipie odbyły się w stolicy Norwegii Oslo, gdzie znajduje się ośrodek narciarski Oslo Vinterpark Halfpipe, natomiast zawody w slopestylu i snowcrossie rozgrywane są w Hafjell w ośrodku Hafjell Alpine Centre.

## Terminarz i wyniki
| Data           | Arena zmagań             | Konkurencja          | Złoto                                                                       | Srebro                                                                          | Brąz                                                                               |
| -------------- | ------------------------ | -------------------- | --------------------------------------------------------------------------- | ------------------------------------------------------------------------------- | ---------------------------------------------------------------------------------- |
| 14 lutego 2016 | Oslo Vinterpark Halfpipe | Halfpipe chłopców    | Jake Pates                                                                  | Nikolas Baden                                                                   | Tit Štante                                                                         |
| 14 lutego 2016 | Oslo Vinterpark Halfpipe | Halfpipe dziewcząt   | Chloe Kim                                                                   | Emily Arthur                                                                    | Jeong Yu-rim                                                                       |
| 15 lutego 2016 | Hafjell Alpine Centre    | Snowcross chłopców   | Jake Vedder                                                                 | Alex Dickson                                                                    | Sebastian Pietrzykowski                                                            |
| 15 lutego 2016 | Hafjell Alpine Centre    | Snowcross dziewcząt  | Manon Petit                                                                 | Sophie Hediger                                                                  | Caterina Carpano                                                                   |
| 16 lutego 2016 | Hafjell Alpine Centre    | Snowcross mieszany   | Niemcy Jana Fischer · Celia Funkler · Sebastian Pietrzykowski · Cornel Renn | Szwajcaria Sophie Hediger · Talina Gantenbein · Pascal Bitschnau · Sascha Rüedi | Zespół mieszany 4 Daryna Kyryczenko Veronica Edebo Walentin Miładinow David Mobärg |
| 19 lutego 2016 | Hafjell Alpine Centre    | Slopestyle chłopców  | Jake Pates                                                                  | Władisław Chadarin                                                              | Rene Rinnekangas                                                                   |
| 19 lutego 2016 | Hafjell Alpine Centre    | Slopestyle dziewcząt | Chloe Kim                                                                   | Elli Pikkujamsa                                                                 | Henna Ikola                                                                        |